# Birsay
Birsay è una delle principali località dell'isola scozzese di Mainland, nell'arcipelago delle Orcadi. Fu l'antica "capitale" delle isole Orcadi.

## Geografia fisica
Birsay si trova lungo la costa settentrionale/nord-occidentale dell'isola di Mainland.
Al largo di Birsay si estende un'isola tidale, nota come Brough of Birsay.

## Storia
L'area in cui sorge Birsay è abitata sin dall'Età del Ferro.
A Birsay fu fondata la prima cattedrale delle isole Orcadi.

## Monumenti e luoghi d'interesse

### Architetture religiose

#### Chiesa di San Magnus

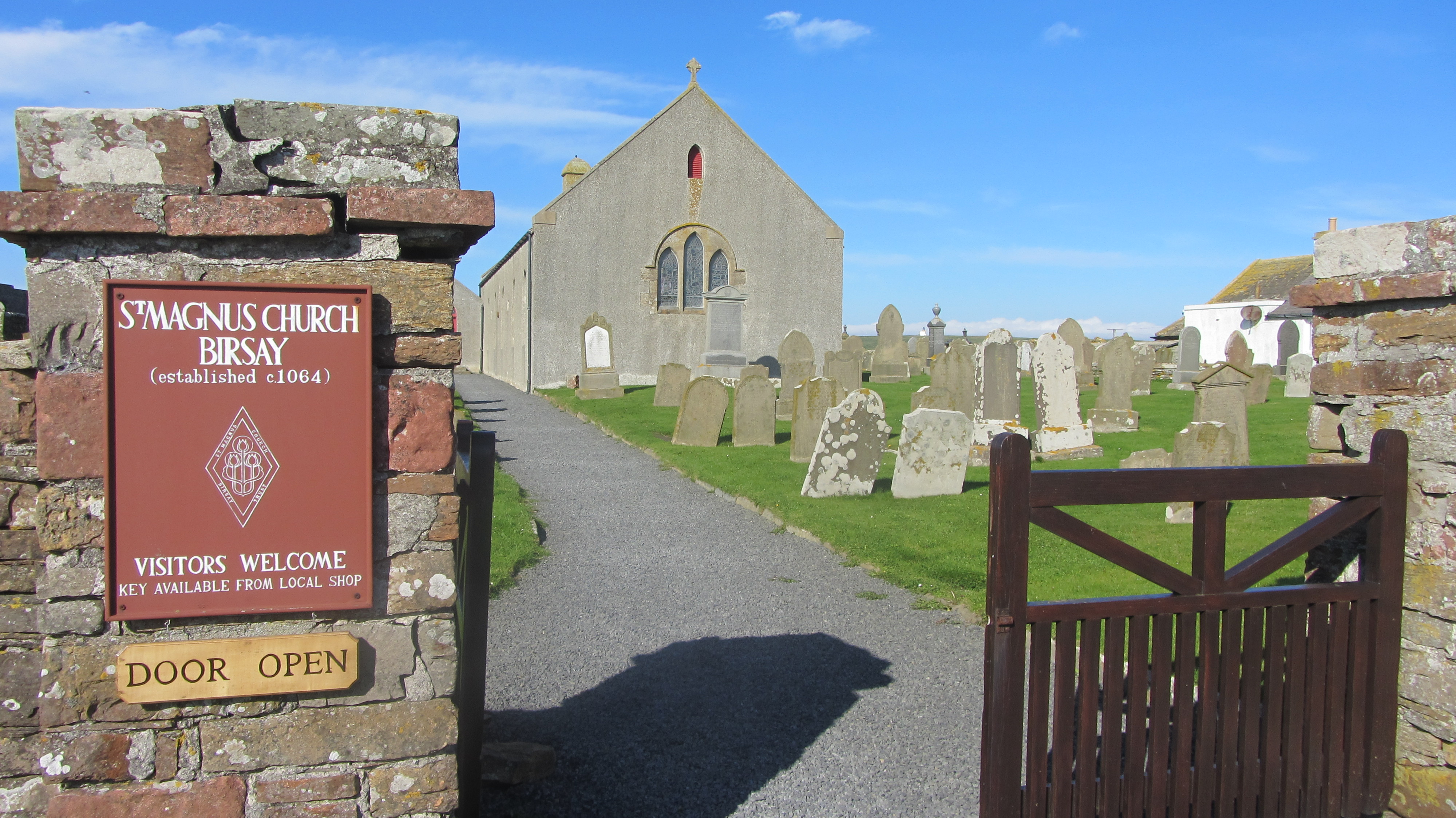
Birsay: la chiesa di San Magnus

Principale edificio religioso di Birsay è una chiesa dedicata a San Magnus, eretta nel 1064 dal conte Thorfinn.

### Architetture civili

#### Palazzo del Conte
Altro importante edificio di Birsay è il Palazzo del Conte (Earl's Palace): questo palazzo, ora in rovina, fu eretto fatto tra il 1569 e il 1574 o 1579 ca. per volere di Robert Stewart, I conte delle Orcadi e fu successivamente ampliato negli anni ottanta del XVI secolo.